# Le Porte-étendard
Le Porte-étendard est une gravure de l'artiste néerlandais Hendrik Goltzius créée en 1587.

## Histoire
Dans les années 1582-1587, Hendrik Goltzius grave plusieurs portraits de soldats et d'officiers. Les Pays-Bas mènent alors des combats pour se libérer de la domination des Habsbourg sur une grande partie de leur territoire.
Ces gravures, destinées à un public néerlandais fier des prouesses militaires de ses soldats et engagé dans la lutte contre l'oppression espagnole, connaissent un grand succès et font l'objet d'une forte demande. Elles peuvent aussi avoir eu un rôle dans la stimulation de l'enrôlement, faisant miroiter gloire et élégance aux potentielles recrues. Jacob de Gheyn le Jeune, un des premiers élèves de Goltzius, en réalise les copies dans l'atelier de son maître.

## Sujet
Le porte-étendard sert d'emblème à la troupe qu'il représente. Il porte un costume coloré et éclatant qui permet son identification, faisant de lui une cible privilégiée des troupes ennemies.
Des inscriptions anciennes figurant sur un tirage conservé à New York et dans le catalogue manuscrit de la collection de Pieter Cornelis, baron de Leyde, identifient le modèle comme « Gerret Wilserman » ou « Gerrit Velserman ».

## Description
Le porte-étendard a l'allure gracieuse et légère d'un danseur de ballet, présentant une torsion du corps qui se double d'un fort contrapposto. Son visage poupin et son ventre replet sont le reflet de la vie confortable d'un soldat à l'abri des combats. Chaque détail est souligné à l'extrême ; l'élongation du corps du porte-étendard répond à celle du drapeau, flottant dans un scintillement d'étoffe.
À l'arrière-plan, des duos de soldats montrent que la guerre peut aussi être un prétexte aux démonstrations de soi, aux bavardages et à des agréments variés dans les camps militaires.
L'église Saint-Bavon, emblématique de Haarlem, apparaît à l'horizon, suggérant que les combats se déroulent à la porte de la ville.

## Analyse
Comme les autres œuvres de Goltzius réalisée à la fin des années 1580, cette gravure témoigne de la forte influence de Bartholomeus Spranger, artiste à la cour de Prague de Rodolphe II du Saint-Empire, dont Carel van Mander lui montre des dessins dès 1583, et dont il assimile l'élégance, la ligne serpentine, l'extravagance et la vivacité. La pose du porte-étendard doit ainsi beaucoup au maniérisme pragois.